# Ираклије I
Ираклије I (грч. Ηράκλειος; 575—641) био је византијски цар, који је владао од 610. до 641. године. Сматра се једним од најзначајнијих владара рановизантијске епохе.
Године 610. ослабљено Византијско царство је преузео цар Ираклије, који је, чим је дошао на власт, збацивши с пријестола свог претходника Фоку, предузео свеобухватне реформе војске и државне управе. Прво је плаћањем годишњег данка Аварима на сјеверу склопио примирје како би се могао мирно посветити ратовању с Персијом на истоку. Потом је у Малој Азији увео посебне области — теме, у којима је војна и цивилна власт била у рукама војних заповједника. У темама је земља давана војницима на трајно коришћење у замјену за војну службу и плаћање пореза. Тиме је Византија смањила трошкове за плаћеничку војску, која се у ранијем раздобљу показала непоузданом. Истовремено су основане слободне сеоске општине које су, као заједница, плаћале порез и имале заједничко власништво над земљом.
У вријеме Ираклија Хрвати и Срби су се населили на Балкану. Побједивши Аваре, Ираклије им је дозволио да населе некадашњу римску провинцију Далмацију.

## Биографија
Ираклије је био син Ираклија Старијег, картагинског егзарха, који се истакао по својим побједама извојеваним над Персијанцима, а који је потицао од једног другог Ираклија (из Едесе), захваљујући коме је провинција Триполитанија повраћена од Вандала за вријеме владавине Лава I.
Ираклије Млађи рођен је у Кападокији око 575. године. Мало се зна о његовом ранијем животу, али нужно је претпоставити да се показао вриједним својих предака, пошто га је 610. године отац одредио да збаци Фокину неподношљиву тиранију.
Овај владар, убица цара Маврикија, чији је пријесто узурпирао, починио је таква нечувена звјерства и рђаво управљао државом на тако ужасан начин, да су скопчане завјере, у свим провинцијама, у циљу да се он лиши нечасно стечене круне. Главни завјереник био је Крисп, Фокин таст, који је подстицао Ираклија Старијег да се придружи подухвату. Двије године је мудри егзарх одбијао да дигне отворену побуну, али је своје непријатељске намјере испољавао забрањивањем извоза жита из Африке и Египта у Константинопољ. Тако је стварао незадовољство међу житељима пријестонице, који су готово потпуно зависили од љетине из Африке. Затим је царској ризници ускратио од прихода своје провинције и коначно обећао отворену подршку Криспу, који му је понудио царску круну. Њу је, међутим, егзарх одбио, позивајући се на своје поодмакле године. Умјесто да сам пође у подухват, послао је свог сина Ираклија са флотом, а братића Никиту и његовог помоћника Грегорија (или Грегору) са војском, са којом је требало да наставе путем Египта, Сирије и Мале Азије. Кренули су из Картагине јесени 610. године. Постоји чудна прича да онај ко први стигне у Константинопољ треба да постане цар. Али флоти је потребно само двадесет дана или двије недјеље од Африке до Босфора, док ниједна војска не може да стигне од Картагине до Константинопоља за мање од три мјесеца. Када се Ираклије појавио са флотом пред Константинопољем, Крисп је дигао устанак. Ираклије се на силу пробио до Златног рога, а цар, напуштен од својих плаћеника, сакрио се у палату. Када је Фока доведен пред Ираклија, побједник је узвикнуо: „Биједниче, зар на такав начин да управљаш Царством?“ „Управљај њим боље“, био је чврст одговор. У налету вулгарне страсти, Ираклије је царског заробљеника оборио песницом на земљу и изгазио га ногама.

## Црквена политика
У црквеној политици император Ираклије познат је по томе што је уз помоћ константинопољског патријарха Сергија покушао да превазиђе расцјепканост помјесних Цркава царства, а и оних изван њега, насталу богословским сукобом из доба Халкидонског сабора.
Смисао његових реформи (630. године) био је у налажењу сагласја међу присталицама и противницима Халкидонскога сабора, тј. диофизитима-халкедонитима и монофизитима-антихалкедонитима. У процес су били увучени и радикални диофизити сиро-персијске (несторијанске) традиције Цркве Истока (који су се одвојили пре Халкидонског сабора).
По наговору патријарха Сергија, цар је написао исповиједање вјере и назвао га Ектесис тј. Изложење о двије природе у Христу и једној Божанској вољи, познатој као монотелитство и наредио је да сви морају тако вјеровати.
Овој и оваквој вјерској политици и издајству православне вјере успротивио се одлучно свети Максим Исповједник и Софроније, потоњи патријарх јерусалимски (634-638).
У то вријеме умро је патријарх Сергије и на његово мјесто је дошао Пир, такође присталица монотелитске јереси. Он је сазвао сабор да би потврдио царево монотелитско Изложење вјере (Ектесис) и онда га је послао свима на потпис. На Истоку, то Изложење потписао је Кир Александријски, но на Западу папа Северин (638-640) је одбацио царев Ектесис, а његов насљедник папа Јован IV (640-642) предао је царев Ектесис саборској анатеми. Цар Ираклије, који бијеше већ при крају живота, видећи да многи архијереји и оци одбацују и не примају његово Изложење, па га чак и анатеми предају, осјети се веома постиђен, и разасла на све стране своју посланицу у којој је јављао да Изложење није његово вјероисповиједање него бившег патријарха Сергија, који га је сам написао, а њега приволио да потпише. Убрзо потом, цар Ираклије је умро.
Четири деценије касније (681. године), на Шестом васељенском сабору монотелитство је проглашено јересју. Сходно томе, дохалкедонске цркве (Црква Истока) сматрале су за јерес диотелитство.